# Coccinite
La coccinite è un minerale.